# كرسول مجنح
كرسول عالي (الاسم العلمي: Crassula alata) هو نوع نباتي يتبع جنس الكرسول من فصيلة الكرسولية.

## البيئة والانتشار
ينتشر هذا النوع في معظم مناطق الوطن العربي المتوسطية بما فيها بلاد الشام ومصر والمغرب العربي إضافة إلى قبرص واليونان